# Recopa Gaúcha de 2022
A Recopa Gaúcha de 2022 foi disputada entre o Grêmio, campeão do Gauchão de 2021 e o Glória, campeão da Copa FGF de 2021. A partida foi disputada em jogo único e o Grêmio ganhou pelo placar de cinco a zero, sagrando-se campeão da Recopa Gaúcha pela terceira vez.

## Participantes
| Clube  | Cidade       | Classificação                        | Participação | Melhor resultado      |
| ------ | ------------ | ------------------------------------ | ------------ | --------------------- |
| Grêmio | Porto Alegre | Campeão do Campeonato Gaúcho de 2021 | 4ª           | Campeão (2019 e 2021) |
| Glória | Vacaria      | Campeão da Copa FGF de 2021          | 1ª           | Estreante             |

## Partida

### Jogo único
| 24 de maio | Glória | 0 – 5  | Grêmio                                                                                  | Estádio Altos da Glória                  |
| 19:00      |        | Súmula | 7' Elkeson · 45' (pênalti) Campaz · 62' Janderson · 67' Jhonata Varela · 80' Ricardinho | Público: 1 759 Árbitro: RS Roger Goulart |

| Glória | Grêmio |